# 俞汝器
俞汝器（1519年—？），字器之，號平岡，江西撫州府臨川縣人，民籍，明朝政治人物。

## 生平
嘉靖二十五年丙午科（1546年）江西鄉試第二十三名舉人。嘉靖三十五年（1556年）中式丙辰科會試第二十二名，二甲第七十五名進士。工部观政，授刑部主事，四十四年復除原职，升员外、郎中，隆庆元年（1567年）任福建邵武府知府。

## 家族
曾祖俞孜；祖父俞翰；父俞瑄，封刑部主事；母鄒氏，封太安人。弟汝楫、汝諧，俱生员。